# Per-Olof Sjöberg (friidrottare)
Per-Olof Sjöberg, född den 29 september 1950 i Halmstad, är en svensk före detta friidrottare (sprinter). Han tävlade för IFK Halmstad, Malmö AI och IFK Växjö. 